# Rapeman
Rapeman (с англ. — «Насильник») — американская нойз-рок-группа, образованная в 1987 году и распавшаяся в 1989. Коллектив состоял из вокалиста-гитариста Стива Альбини (бывший участник Big Black), басиста Дэвида Уим Симса (бывший участник Scratch Acid) и ударника Рея Уошама (бывший участник Scratch Acid и Big Boys). Также их звучание описывали как пост-хардкор.

## История
Rapeman были сформированы в 1987 году. Название группы является спорным. В одном из интервью Альбини сообщил, что «"Rapeman" это... главный персонаж японского комикса, который я встретил благодаря моему другу. Этот комикс — всего-лишь что-то очень завораживающее. Есть целый жанр японских комиксов, рассказов об изнасиловании, где изнасилование женщин изображают действительно реалистично по каким-то причинам». Альбини и Уошам стали «отчасти одержимы» комиксом, и назвали свою новую группу в честь титулованного антигероя.
Выступления Rapeman зачастую становились целью протестующих, которые считали, что группа высмеивает или даже поощряет изнасилование и насилие над женщинами. Альбини отвергал подобную критику, утверждая, что панк-идеология, как правило, очень симпатизирует к феминизму, и заявил, что он считает, что «художник должен быть искренним, уважать творческий импульс, куда бы он ни вёл. Что-либо меньшее это просто приукрашивание или незначительный гул. Иногда художественный результат отвратителен, но я верю, что мир становится от этого лучше, что он становится роскошнее, если изучать эти мысли».
В первоначальные релизы Rapeman 1988 года входили мини-альбом Budd, семидюймовый сингл «Hated Chinee» и их единственный полноформатный альбом Two Nuns and a Pack Mule. Все они изначально были изданы Touch and Go Records в США, Blast First! в Британии и Au Go Go в Австралии. В 1990 году Rapeman покинули Blast First! после ссоры Альбини с лейблом по-поводу издания записей Big Black. В 1992 году Touch and Go начали дистрибутировать в Британии in 1992 и переиздали записи Rapeman.
Последний релиз группы, семидюймовый сингл «Inki's Butt Crack», был издан в 1989 году, как часть Sub Pop Singles Club.

## Последующие проекты
Позже Альбини играл на басу в Flour, а затем образовал Shellac. Симс воссоединился с бывшим вокалистом Scratch Acid Дэвидом Йоу чтобы сформировать The Jesus Lizard (Альбини записывает их альбомы).

## Дискография

### Студийные альбомы
- Two Nuns and a Pack Mule (1988, Touch and Go Records/Blast First![англ.]/Au Go Go[англ.]) занял 4 место в UK Indie Chart[4]

### Синглы и мини-альбомы
- Мини-альбом Budd (1988, Touch and Go/Blast First!/Au Go Go) занял 2 место в UK Indie[4]
- Семидюймовый сингл "Hated Chinee" (1988, Touch and Go/Blast First!/Au Go Go)
- Семидюймовый сингл "Inki's Butt Crack" (1989, Sub Pop Singles Club)